# 紫背鹿蹄草
紫背鹿蹄草（学名：Pyrola atropurpurea）为鹿蹄草科鹿蹄草属下的一个种。

## 扩展阅读
- 維基物種上的相關：紫背鹿蹄草